# الرابطة الاجتماعية الألمانية
الرابطة الاجتماعية الألمانية (بالألمانية: Sozialverband VdK Deutschland) هي رابطة اجتماعية ألمانيه في بون تأسست عام 1950 في دوسلدورف وتمثل الرّابطة الاجتماعية الألمانية (VdK) أكبر تجمّع اجتماعي في ألمانيا مصالح 1,2 مليون شخص متقدّم في السّن وذوي الأمراض المزمنة والمعاقين وكذلك ضحايا الحرب والخدمة العسكرية والعمال المعاقين والمرضى.

## الروابط الخارجية
- الموقع الرسمي للرابطة.